# Centre for Research on Energy and Clean Air

Le Centre for Reasearch and Clean Air (CREA littéralement « Centre pour la recherche sur l'énergie et la propreté de l'air ») est un groupe de réflexion à but non lucratif qui étudie l'énergie et la pollution de l'air. Le CREA a été fondée à Helsinki en 2019 dans le but de suivre les impacts de la pollution de l'air en fournissant des recherches étayées par des données,.